# Сефеви, Навваб
Сейед Навваб Сефеви (перс. سید نواب صفوی‎) имя при рождении — Моджтаба Мир-лухи (перс. مجتبی میرلوحی‎) (1924—1956) — иранский борец с шахско-Пехлевийским режимом, исламский активист, основатель и лидер группы Федаины ислама, ответственный за гибель нескольких высокопоставленных иранских политиков и армейских чиновников шахского режима.

## Биография
Моджтаба Мир-лухи родился в 1924 году в Тегеране. В возрасте 7 лет поступил в школу им. Хакима Низами, где проучился 8 классов. Затем продолжил образование в Наджафе (Ирак), работал на нефтепромыслах Хузестан. Взял себе новое имя Навваб Сефеви — в часть шахской династии Сефевидов, которую он считал правоверно-шиитской, в отличие от «вестернизированной» династии Пехлеви.
В 1943 году сблизился с будущим идеологом Исламской революции Рухоллой Хомейни. Основал в 1946 году  организацию Федайан-е Ислам (Федаины ислама). От рук боевиков Сефеви погибли историк и писатель Ахмед Кесрави, политики Абдолхоссейн Хажир и Хадж-Али Размара.
3 июня 1951 года Сефеви был схвачен полицией, но после трёх лет его отпустили, потому что он был убеждённый антикоммунист. Сначала Сефеви имел отличные отношения с противниками Моссадыка, которые наконец свергли его с помощью Великобритании и США. Однако, Сефеви был сторонником развития Ирана фундаментально-исламским путём, а правительство всё более и более вводило в стране западные нравы, что вызвало гнев сторонников Сефеви.
22 ноября 1955 его сторонники безуспешно попытались убить Хусейна Ала и были схвачены полицией. Навваб Сефеви был приговорён к расстрелу и казнён 18 января 1956 года.
Сефеви почитается в современном Иране как шахид, мученически погибший за торжество ислама. В Тегеране его именем названа одна из центральных улиц и станция метро.